# Посещения Царицына Петром I

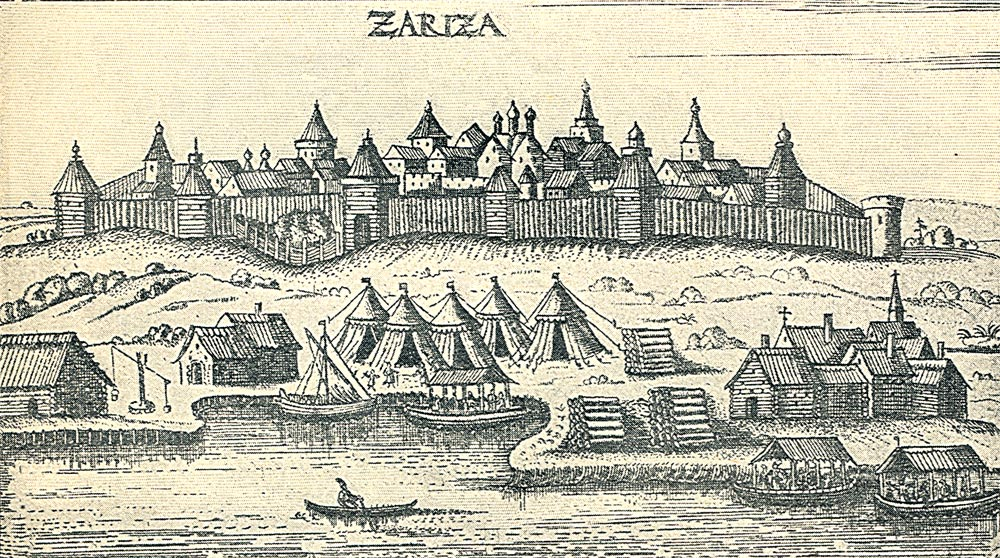
Царицын в середине XVII века

Посещения Царицына Петром I состоялись трижды: 6 июня 1695, а также 15 июня и 15 ноября 1722 года. 
Первые два раза государь был в крепости проездом, в третий раз — жил в городе более недели.

## Во время Первого Азовского похода
Первое посещение Царицына Петром I состоялось во время Первого Азовского похода. Царицын в то время представлял собою крепость, населённую в основном стрельцами. В начале мая царицынский воевода А. Л. Вельяминов-Зернов получил указ о подготовке крепости к встрече большого войска и сборе лошадей и телег для перетаскивания обоза и пушек степью от Волги к Дону. 6 июня 1695 года, в ходе следования части войск на Азов по реке Волге, суда, миновав остров Денежный, прибыли к Царицыну.
Во время похода в бомбардирской роте Петра Алексеева (имя, взятое царём для конспирации) вели «Юрнал в путном путешествии», однако каких-либо существенных подробностей о времяпрепровождении государя в Царицыне он не содержит. В то же время сохранилось письмо государя Фёдору Ромодановскому, управлявшему страной во время похода:
...а немерены иттить в путь завтре или кончае во вторник. Из Царицына, июня в 10 день. Piter.
В тот же день, 10 июня, дав отдых утомлённым греблей и долгим переходом солдатам, царь приказал начать перегрузку имущества с судов на возы. К вечеру обоз был собран, и войско двинулось на Дон к Паншину.

## Во время Персидского похода
Второе посещение Царицына состоялось только спустя 27 лет после первого: в 1722 году, во время Персидского похода, Пётр I с императрицей Екатериной Алексеевной на короткое время заезжали в город. По одним источникам, караван прибыл в Царицын 26 июня поздно вечером, по другим — 28 июня. Заменив уставших гребцов и взяв солдат из Царицына, Пётр продолжил путь по Волге и в первых числах июля уже был в Астрахани.

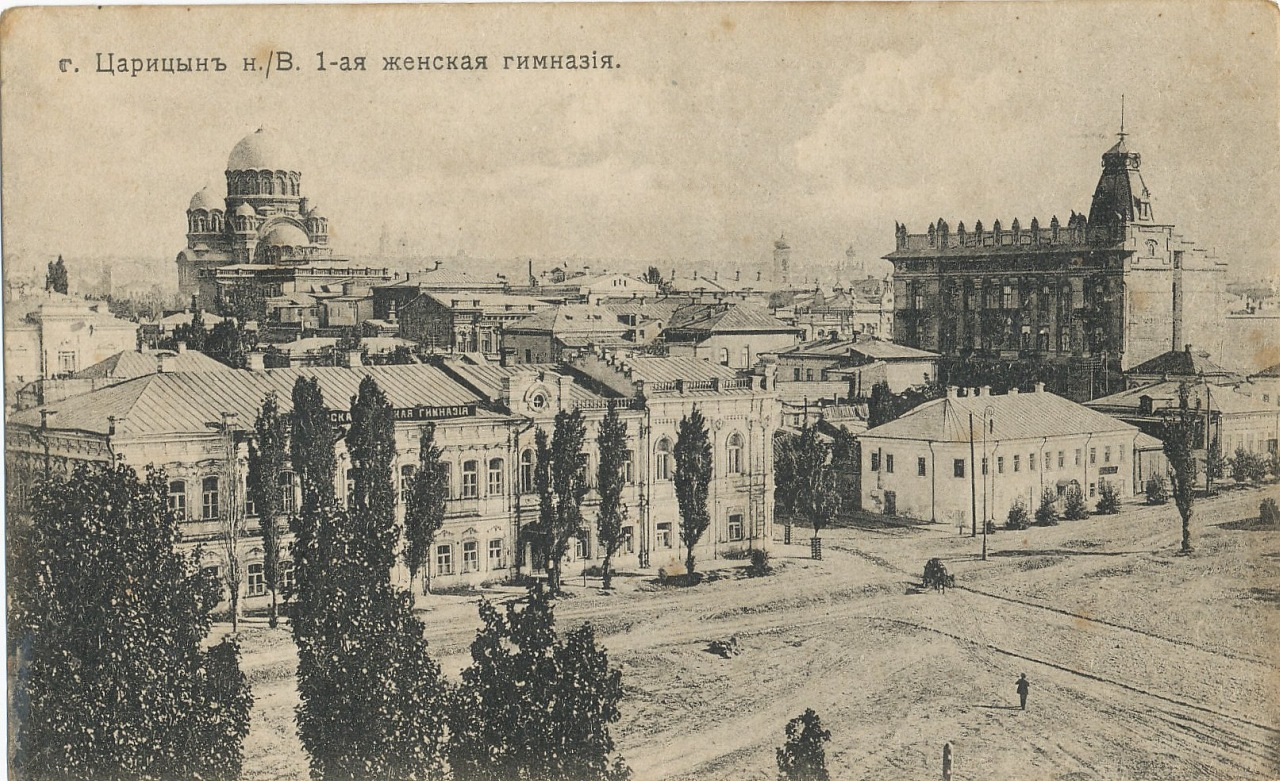
Белое здание в правом нижнем углу — дом, в котором останавливался Пётр I

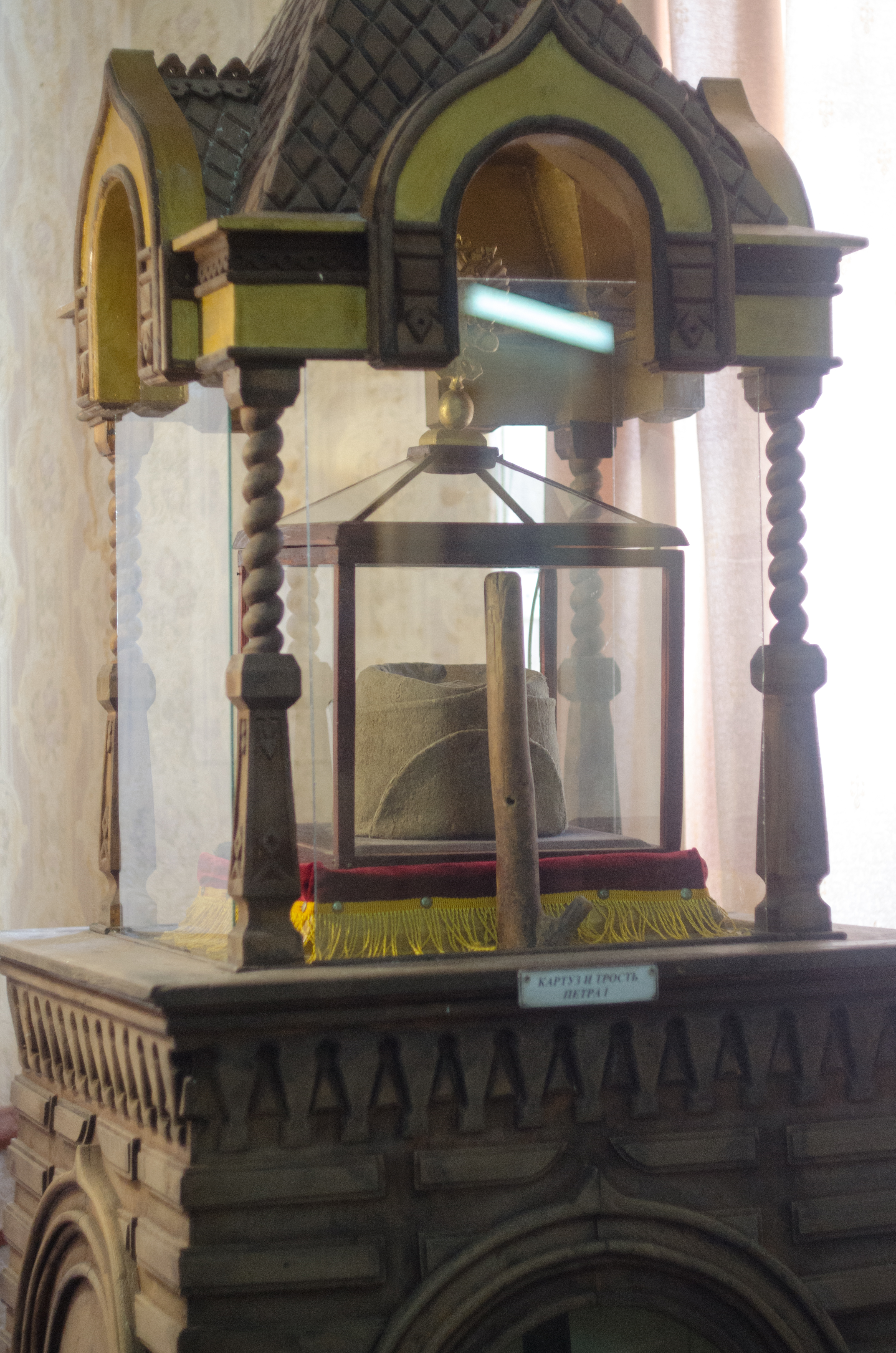
Картуз и трость Петра I в экспозиции Волгоградского областного краеведческого музея

На обратном пути из Астрахани, 15 ноября 1722 года, галера с императором застряла во льдах в 113 верстах от Царицына. На следующее утро Пётр отправил денщика за телегами, а сам остался на галере. К вечеру 20 ноября императорская чета прибыла в Царицын. Это было третье и самое длительное посещение города Петром.
Находясь в Царицыне, Пётр вникал в дела его жителей, интересовался состоянием крепостных сооружений. Найдя крепостные стены ветхими, сделал пометки на плане крепости. Позже, в 1723 году, когда Пётр I утвердил запрос коменданта крепости полковника Селиванова о выделении средств на починку ветхих мест и строительство амбаров, Военная коллегия запросила из Царицына план крепости, и комендант послал в столицу «чертёж Царицынской крепости и прочему строению, на котором его Императорского Величества рукою назначено».
Будучи в Царицыне, Пётр получил от генерала Голицына «проэкт Крекшина о земляной канальной работе» о возобновлении земляных работ на строительстве Волго-Донского канала, однако счёл его «неудобным» и 26 числа писал князю, что «решение по оному дать невозможно». В это же время царь вёл переписку по государственным вопросам и с другими высокопоставленными адресатами.
24 ноября в городе были отпразднованы именины императрицы Екатерины. В Походном журнале по этому случаю было записано: «Обедали у Их Величеств штаб- и обер-офицеры, была стрельба и в вечеру пускали несколько ракет».
Находясь в Царицыне, Пётр посещал Свято-Троицкую церковь, причём не только присутствовал на обедне, но и сам во время службы читал «Апостол».
28 ноября Пётр I с супругой и свитой уехал через Московские ворота вдоль Царицынской сторожевой линии на Воронеж, знакомясь по пути с новопостроенными крепостями, гарнизоном, укреплениями. На прощание Пётр подарил жителям города свою трость, сказав при этом: «Вот моя трость. Я управлялся ей с друзьями, а вы обороняйтесь от врагов». В то же время к Петру обратилась приехавшая в город группа жителей Азова, просивших дать им разрешение остаться на жительство в Царицыне (город был крепостью, и свободно селиться в нём тогда было нельзя). Им Пётр отдал картуз, сказав: «Как никто не смеет снять картуз с головы моей, так никто не смеет вас из Царицына выводить».
Первое письменное упоминание даров Петра относится к 1782 году. При этом в записках путешественников, посещавших Царицын ранее (например, И. Я. Лерхе (1730—1740-е годы), И. П. Фалька (1760—1770-е гг)), и специально интересовавшихся историей края и памятниками местной старины, картуз и трость не упоминались.
От одного из посещений Царицына Петром I сохранилась легенда о том, как царь, переезжая с супругой специально устроенный мост через Царицу, пожаловал реку жене из-за созвучия названия с её титулом, однако эти сведения являются сомнительными в силу того, что в то время зацарицынский берег не был никак обустроен и сооружение моста было лишено какого-либо смысла.

## Память

Бюст Петра I на Набережной Волгограда

До 1809 года картуз и трость Петра I хранились у коменданта в крепостном цейхгаузе. В 1807 году городская дума возбудила ходатайство о передаче реликвий от военных в распоряжение города. 14 апреля 1809 года картуз и трость были торжественно переданы представителям городской думы. После революции вещи были переданы в Краеведческий музей, где хранятся в настоящее время.
Улица, на которой располагался комендантский двухэтажный каменный дом, в котором останавливался Пётр I, в память о пребывании царя называлась Петровской (в 1923 переименована в Краснопитерскую, с 1983 года — улица имени Чуйкова).
Рядом с местом расположения дома, на пересечении улиц Володарского и Чуйкова, в 2003 году установлен также бюст Петра I авторства скульпторов А. Ерёменко, П. Остапенко и архитектора В. Калиниченко. Памятник представляет собой металлический бюст, установленный на круглой колонне из светло-серого гранита. Пётр изображен в мундире, треуголке, с лентой через плечо. Общая высота памятника — 3,2 м, высота бюста с оплечным срезом — 1 м.
В Волгоградском театре юного зрителя ставился мюзикл Альберта Авходеева «Сказ о царе Петре, красавице Ладе и Ваське Селиванове, царицынском пареньке», в котором в вольной форме рассказывается о посещениях Царицына Петром I.